# Трапеция
Трапе́ция (от др.-греч. τραπέζιον — «столик» от τράπεζα — «стол») — выпуклый четырёхугольник, у которого две стороны параллельны, а две другие стороны не параллельны. Часто в определении трапеции опускают последнее условие (см. ниже). Параллельные противоположные стороны называются основаниями трапеции, а две другие — боковыми сторонами. Средняя линия — отрезок, соединяющий середины боковых сторон.

## Варианты определения
Существует и другое определение трапеции.
Трапеция — это выпуклый четырёхугольник, у которого две стороны параллельны. Согласно этому определению, параллелограмм и прямоугольник — частные случаи трапеции. Однако при использовании такого определения большинство признаков и свойств равнобедренной трапеции перестают быть верными (так как параллелограмм не становится её частным случаем). Приведённые в разделе Общие свойства формулы верны для обоих определений трапеции.

## Связанные определения

### Элементы трапеции

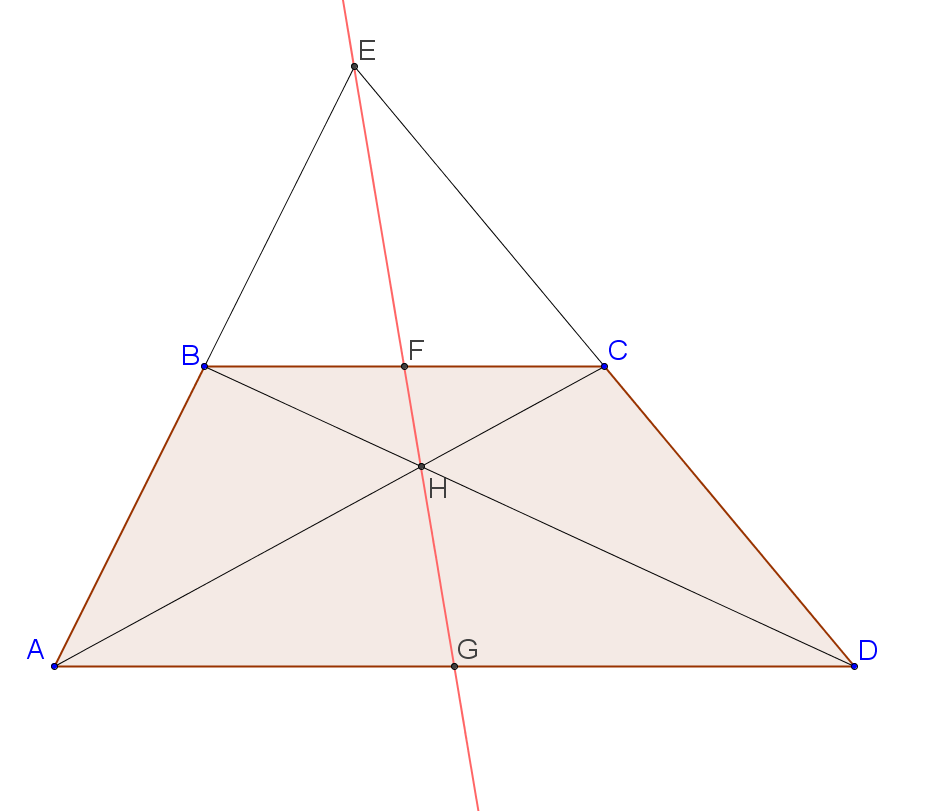
Точка пересечения диагоналей трапеции, точка пересечения продолжений её боковых сторон и середины оснований лежат на одной прямой

- Параллельные противоположные стороны называются основаниями трапеции.
- Две другие стороны называются боковыми сторонами.
- Отрезок, соединяющий середины боковых сторон, называется средней линией трапеции.
- Углом при основании трапеции называется её внутренний угол, образованный основанием с боковой стороной.

### Виды трапеций
- Трапеция, у которой боковые стороны равны, называется равнобедренной трапецией (реже равнобокой[4] или равнобочной[5] трапецией).
- Трапеция, имеющая прямые углы при боковой стороне, называется прямоугольной.

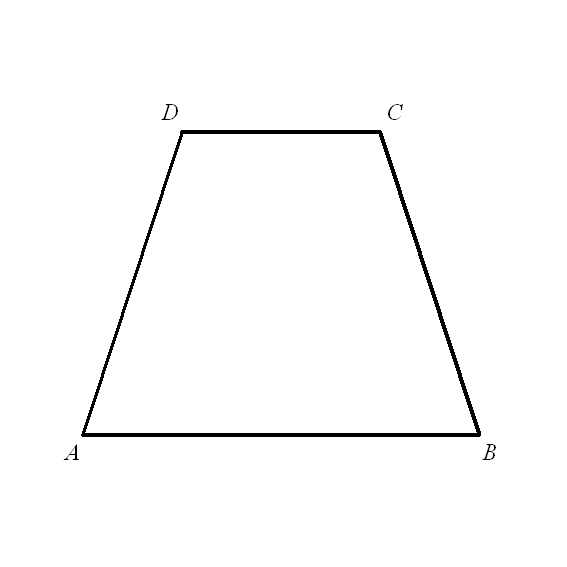
Равнобедренная трапеция
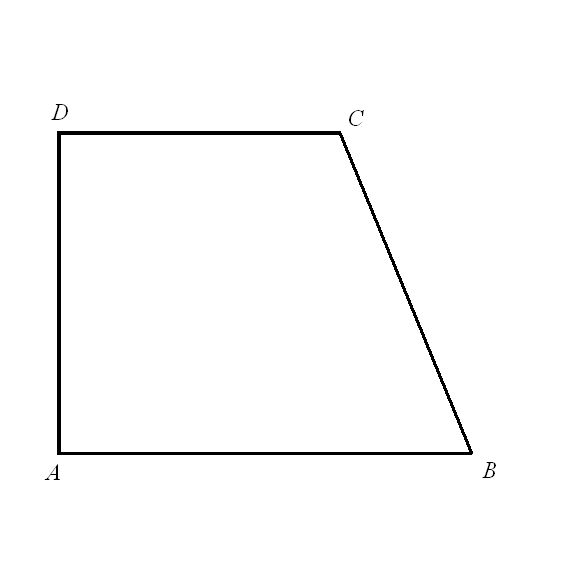
Прямоугольная трапеция

## Свойства
- Сумма углов, прилежащих к боковой стороне трапеции, равна {\displaystyle 180^{\circ }} (по свойству секущей при параллельных прямых).
- Средняя линия трапеции параллельна основаниям и равна их полусумме.[7]
- Отрезок, соединяющий середины диагоналей трапеции, равен половине разности оснований и лежит на средней линии.
- Отрезок, параллельный основаниям и проходящий через точку пересечения диагоналей, делится последней пополам и равен среднему гармоническому оснований трапеции.
- В трапецию можно вписать окружность, если сумма длин оснований трапеции равна сумме длин её боковых сторон.
- Отношение боковых сторон равно отношению синусов противолежащих им углов:

{\displaystyle {\frac {c}{d}}={\frac {\sin D}{\sin C}}}.
- Точка пересечения диагоналей трапеции, точка пересечения продолжений её боковых сторон и середины оснований лежат на одной прямой.
- Если сумма углов при одном из оснований трапеции равна 90°, то продолжения боковых сторон пересекаются под прямым углом, а отрезок, соединяющий середины оснований, равен полуразности оснований.
- Диагонали трапеции делят её на 4 треугольника. Два из них, прилежащих к основаниям, подобны. Два других, прилежащих к боковым сторонам, являются равновеликими (имеют одинаковую площадь).
- Если отношение оснований равно {\displaystyle K}, то отношение площадей треугольников, прилежащих к основаниям, равно {\displaystyle K^{2}}.
- Высота трапеции определяется формулой:

{\displaystyle h={\sqrt {c^{2}-{\frac {1}{4}}\left({\frac {c^{2}-d^{2}}{b-a}}+b-a\right)^{2}}}}
где {\displaystyle b} — большее основание, {\displaystyle a} — меньшее основание, {\displaystyle c} и {\displaystyle d} — боковые стороны.
В случае равнобедренной трапеции эта формула упрощается до
{\displaystyle h={\sqrt {c^{2}-{\frac {1}{4}}\left(b-a\right)^{2}}}},
так как {\displaystyle c^{2}-d^{2}=0}.
- Диагонали трапеции {\displaystyle d_{1}} и {\displaystyle d_{2}} связаны со сторонами соотношением:

{\displaystyle d_{1}^{2}+d_{2}^{2}=2ab+c^{2}+d^{2}}.
Их можно выразить в явном виде:
{\displaystyle d_{1}=AC={\sqrt {ab+d^{2}+{\frac {b(c^{2}-d^{2})}{b-a}}}}};
{\displaystyle d_{2}=BD={\sqrt {ab+c^{2}-{\frac {b(c^{2}-d^{2})}{b-a}}}}}.
Если, наоборот, известны боковые стороны и диагонали, то основания выражаются формулами:
{\displaystyle a={\sqrt {\frac {(c^{2}-d_{1}^{2})^{2}-(d^{2}-d_{2}^{2})^{2}}{2(c^{2}-d^{2}+d_{1}^{2}-d_{2}^{2})}}}};
{\displaystyle b={\sqrt {\frac {(c^{2}-d_{2}^{2})^{2}-(d^{2}-d_{1}^{2})^{2}}{2(c^{2}-d^{2}-d_{1}^{2}+d_{2}^{2})}}}};
а при известных основаниях и диагоналях боковые стороны следующие:
{\displaystyle c={\sqrt {\frac {a(d_{2}^{2}-b^{2})+b(d_{1}^{2}-a^{2})}{a+b}}}};
{\displaystyle d={\sqrt {\frac {a(d_{1}^{2}-b^{2})+b(d_{2}^{2}-a^{2})}{a+b}}}}.
Если же известна высота {\displaystyle h}, то
{\displaystyle d_{1}={\sqrt {b^{2}+d^{2}-2b{\sqrt {d^{2}-h^{2}}}}}={\sqrt {h^{2}+\left(b-{\sqrt {d^{2}-h^{2}}}\right)^{2}}}};
{\displaystyle d_{2}={\sqrt {b^{2}+c^{2}-2b{\sqrt {c^{2}-h^{2}}}}}={\sqrt {h^{2}+\left(b-{\sqrt {c^{2}-h^{2}}}\right)^{2}}}}.
- Прямая Ньютона для трапеции совпадает с её средней линией.
- Длина отрезка {\displaystyle s}, соединяющего середины оснований трапеции, может  быть вычислена по формуле

{\displaystyle s={\frac {\sqrt {2(c^{2}+d^{2})-(a-b)^{2}}}{2}}}.
- Если через точку пересечения диагоналей трапеции провести прямую, пересекающую основания, то точки пересечения её с основаниями — две из четырёх вершин параллелограмма, все вершины которого лежат на сторонах трапеции по одной на каждой из сторон указанной трапеции, а стороны параллельны диагоналям данной трапеции. Два отрезка между боковой стороной трапеции и диагональю трапеции, которые диагонали данной трапеции отсекают от диагонали указанного параллелограмма, соединяющей его вершины, лежащие на боковых сторонах трапеции, равны между собой.

### Неравенства для отрезков в трапеции
- Неравенство для сторон трапеции — сумма боковых сторон больше модуля разности оснований трапеции, т. е. если {\displaystyle {\mathcal {ABCD}}} — трапеция ({\displaystyle {\mathcal {AD\parallel BC}}}), то выполняется неравенство: {\displaystyle {\mathcal {AB+CD>|AD-BC|}}}.
- Неравенство для диагоналей трапеции — сумма диагоналей больше суммы оснований трапеции, т. е. если {\displaystyle {\mathcal {ABCD}}} — трапеция ({\displaystyle {\mathcal {AD\parallel BC}}}), то выполняется неравенство: {\displaystyle {\mathcal {AC+BD>AD+BC}}}.
- Ещё одно неравенство для сторон трапеции — модуль разности боковых сторон меньше модуля разности оснований трапеции, т. е. если {\displaystyle {\mathcal {ABCD}}} — трапеция ({\displaystyle {\mathcal {AD\parallel BC}}}), то выполняется неравенство: {\displaystyle {\mathcal {|AB-CD|<|AD-BC|}}}.

### Равнобедренная трапеция
Трапеция является равнобедренной тогда и только тогда, когда выполнено любое из следующих эквивалентных условий:
- прямая, которая проходит через середины оснований, перпендикулярна основаниям (то есть является осью симметрии трапеции). Эквивалентно: отрезки, соединяющие середины противоположных сторон трапеции, взаимно перпендикулярны;
- высота, опущенная из вершины на большее основание, делит его на два отрезка, один из которых равен полусумме оснований, другой — полуразности оснований;
- углы при любом основании равны;
- сумма противоположных углов равна 180°;
- длины диагоналей равны;
- диагонали трапеции образовывают с одним и тем же основанием равные углы;
- из каждой вершины одного основания другое основание видно под одним и тем же углом[прояснить][8];
- вокруг этой трапеции можно описать окружность;
- вершинами этой трапеции также являются вершины некоторого антипараллелограмма.

Кроме того
- если в равнобедренной трапеции диагонали перпендикулярны, то высота равна полусумме оснований.

Если {\displaystyle {\mathcal {ABCD}}} — равнобочная трапеция ({\displaystyle {\mathcal {AD\parallel BC}}}, {\displaystyle {\mathcal {AB=CD}}}), причём {\displaystyle {\mathcal {AC}}} — диагональ трапеции, то {\displaystyle {\mathcal {{AC}^{2}=AD\cdot BC+{AB}^{2}}}}.

### Вписанная и описанная окружность
- Если сумма оснований трапеции равна сумме боковых сторон, то в неё можно вписать окружность. Средняя линия в этом случае равна сумме боковых сторон, делённой на 2 (так как средняя линия трапеции равна полусумме оснований).
- В трапеции её боковая сторона видна из центра вписанной окружности под углом 90°.
- Если трапецию можно вписать в окружность — то она равнобедренная.
- Радиус описанной окружности равнобедренной трапеции:

{\displaystyle R=c{\sqrt {\frac {ab+c^{2}}{4c^{2}-(a-b)^{2}}}}}.
- Если {\displaystyle a+b=c+d}, то в равнобедренную трапецию можно вписать окружность радиуса

{\displaystyle r={\dfrac {h}{2}}={\dfrac {\sqrt {ab}}{2}}={\dfrac {\sqrt {d^{2}-l^{2}}}{2}}}.
- Если в трапецию вписана окружность с радиусом {\displaystyle r}, и она делит боковую сторону точкой касания на два отрезка — {\displaystyle v} и {\displaystyle w} — то {\displaystyle r={\sqrt {vw}}}.
- Центр окружности, вписанной в трапецию, находится в точке пересечения высоты трапеции, проведённой через точку пересечения диагоналей трапеции, со средней линией трапеции.
- Боковые стороны {\displaystyle c\leqslant d} описанной трапеции выражаются через основания {\displaystyle a} и {\displaystyle b} этой трапеции и радиус {\displaystyle r} вписанной в неё окружности как

{\displaystyle c={\dfrac {a+b}{2}}-{\dfrac {|a-b|}{2}}{\sqrt {1-{\dfrac {4r^{2}}{ab}}}}},
{\displaystyle d={\dfrac {a+b}{2}}+{\dfrac {|a-b|}{2}}{\sqrt {1-{\dfrac {4r^{2}}{ab}}}}}.
- Радиус {\displaystyle r} вписанной в трапецию окружности выражается через длины {\displaystyle a} и {\displaystyle b} её оснований и угол {\displaystyle \theta } между диагоналями описанной трапеции формулой

{\displaystyle r={\frac {2ab(a+b)}{(a-b)^{2}}}\mathrm {ctg} \,\theta }.
- Угол {\displaystyle \theta } между диагоналями равнобедренной описанной трапеции c основаниями {\displaystyle a} и {\displaystyle b} можно найти, используя соотношение

{\displaystyle \operatorname {cos} \theta ={\frac {(a-b)^{2}}{a^{2}+6ab+b^{2}}}}.
- Радиус {\displaystyle r} вписанной в трапецию (при условии, что трапеция — описанная) окружности может принимать у такой трапеции в принципе (описанная трапеция существует при этом) любое положительное значение, удовлетворяющее неравенству

{\displaystyle r\leqslant {\frac {\sqrt {ab}}{2}}},
где {\displaystyle a} и {\displaystyle b} — основания описанной трапеции; здесь равенство достигается тогда и только тогда, когда указанная описанная трапеция — равнобедренная.
- Для сторон описанной трапеции выполняется неравенство

{\displaystyle a<c\leqslant d<b}.
- Длина {\displaystyle l} отрезка, соединяющего точки касания вписанной окружности (у описанной трапеции) с каждой из двух боковых сторон трапеции, для описанной трапеции с длинами оснований {\displaystyle a} и {\displaystyle b} и радиусом вписанной окружности {\displaystyle r} может быть вычислена по формуле

{\displaystyle l={\frac {2abr}{\sqrt {(ab)^{2}+((a-b)r)^{2}}}}}.
- Связь противоположных углов {\displaystyle A} и {\displaystyle C} описанной трапеции с длинами оснований {\displaystyle a} и {\displaystyle b} (см. рис. выше):

{\displaystyle {\frac {b}{a}}={\frac {\mathrm {ctg} \,{\frac {A}{2}}}{\mathrm {ctg} \,{\frac {C}{2}}}}}.
- Площадь {\displaystyle S} описанной трапеции выражается через внутренние углы {\displaystyle \alpha } и {\displaystyle \beta } при одном из оснований описанной трапеции и радиус {\displaystyle r} вписанной в неё окружности формулой

{\displaystyle S=2r^{2}{\Bigl (}{\frac {1}{\mathop {\operatorname {\sin } } \alpha }}+{\frac {1}{\mathop {\operatorname {\sin } } \beta }}{\Bigr )}}.
- Угол {\displaystyle \theta } между диагоналями описанной трапеции, содержащий во внутренней области боковую сторону описанной трапеции, удовлетворяет неравенству

{\displaystyle \mathrm {arccos} \,{\frac {(k-1)^{2}}{k^{2}+6k+1}}\leqslant \theta <{\frac {\pi }{2}}},
где {\displaystyle k} — отношение большего основания описанной трапеции к меньшему основанию этой описанной трапеции. Равенство {\displaystyle \theta =\mathrm {arccos} \,{\frac {(k-1)^{2}}{k^{2}+6k+1}}} здесь достигается тогда и только тогда, когда данная описанная трапеция является равнобедренной.
- Диаметр вписанной в прямоугольную трапецию окружности равен среднему гармоническому её оснований.
- Угол {\displaystyle \theta } между диагоналями прямоугольной описанной трапеции с основаниями {\displaystyle a} и {\displaystyle b} можно найти, используя соотношение

{\displaystyle \mathrm {\tan } \,\theta =2{\Bigl (}{\frac {a+b}{a-b}}{\Bigr )}^{2}}.
- Угол {\displaystyle \theta } между диагоналями прямоугольной описанной трапеции (содержащий во внутренней области боковую сторону данной трапеции) в каждом из возможных случаев такой трапеции принимает одно из значений интервала {\displaystyle {\Bigl (}\mathrm {\arctan } \,2;{\frac {\pi }{2}}{\Bigr )}}.

### Площадь
Здесь приведены формулы, свойственные именно трапеции. См. также формулы для площади произвольных четырёхугольников.
- В случае, если {\displaystyle a} и {\displaystyle b} — основания и {\displaystyle h} — высота, формула площади:

{\displaystyle S={\dfrac {(a+b)}{2}}h}
- В случае, если {\displaystyle m} — средняя линия и {\displaystyle h} — высота, формула площади:

{\displaystyle S=\displaystyle mh}
Примечание: Приведённые выше две формулы эквивалентны, так как полусумма оснований равняется средней линии трапеции:
{\displaystyle m={\dfrac {(a+b)}{2}}}
- В случае, если известна средняя линия {\displaystyle m}, боковая сторона {\displaystyle c} и угол при этой стороне {\displaystyle \alpha }, то формула площади выглядит следующим образом:

{\displaystyle S=mc\sin \alpha }
Примечание: приведённая выше формула получается путём применения теоремы синусов на любом из двух треугольников, образовываемых высотами трапеции. Использование любого из двух углов, прилежащих к боковой стороне обусловлено тем, что {\displaystyle \sin \alpha =\sin(180^{\circ }-\alpha )}.
- Формула, где {\displaystyle a<b} — основания, {\displaystyle c} и {\displaystyle d} — боковые стороны трапеции:

{\displaystyle S={\dfrac {a+b}{4(b-a)}}{\sqrt {(a+c+d-b)(a+d-b-c)(a+c-b-d)(b+c+d-a)}}.}
или
{\displaystyle S={\dfrac {a+b}{2}}{\sqrt {c^{2}-{\frac {1}{4}}\left({\dfrac {c^{2}-d^{2}}{b-a}}+b-a\right)^{2}}}}
- Средняя линия {\displaystyle m} разбивает фигуру на две трапеции, площади которых соотносятся как[10]

{\displaystyle {\dfrac {S_{1}}{S_{2}}}={\dfrac {3a+b}{a+3b}}}
- По свойству треугольников {\displaystyle {\triangle AHD}} и {\displaystyle {\triangle BHC}} в трапеции {\displaystyle ABCD}:

{\displaystyle S={\left({\sqrt {S_{\bigtriangleup AHD}}}+{\sqrt {S_{\bigtriangleup BHC}}}\right)}^{2}.}
- Площадь трапеции равна произведению одной из боковых сторон на длину перпендикуляра, проведённого из середины другой боковой стороны к прямой, содержащей первую боковую сторону.

#### Формулы площади равнобедренной трапеции
- Площадь равнобедренной трапеции с радиусом вписанной окружности, равным {\displaystyle r}, и любым из углов трапеции {\displaystyle \alpha }:

{\displaystyle S={\dfrac {4r^{2}}{\sin {\alpha }}}}
- Площадь равнобедренной трапеции через диагональ {\displaystyle d}, боковую сторону {\displaystyle l} и угол при основании {\displaystyle \alpha }:

{\displaystyle S=l{\sqrt {d^{2}-(l\sin \alpha )^{2}}}\sin \alpha }.
- Площадь равнобедренной трапеции:

{\displaystyle S=(b-c\cos {\gamma })c\sin {\gamma }=(a+c\cos {\gamma })c\sin {\gamma }},
где {\displaystyle c} — боковая сторона, {\displaystyle b} — бо́льшее основание, {\displaystyle a} — меньшее основание, {\displaystyle \gamma } — угол между бо́льшим основанием и боковой стороной.
- Площадь равнобедренной трапеции через её стороны:

{\displaystyle S={\frac {a+b}{2}}{\sqrt {c^{2}-{\frac {1}{4}}(b-a)^{2}}}}
- Площадь равнобедренной трапеции, диагонали которой взаимно перпендикулярны, равна квадрату её высоты:

{\displaystyle S=h^{2}.}
В этом случае средняя линия совпадает по длине с высотой трапеции, т. е. {\displaystyle m=h}.

## История
Слово «трапеция» происходит от греческого слова др.-греч. τραπέζιον «столик» (уменьш. от τράπεζα «стол»), означающего стол. В русском языке от этого слова происходит слово «трапеза» (еда).